# Thorophos
Thorophos es un género de peces de la familia Sternoptychidae.

## Descripción
Las especies del género Thorophos cuentan con dientes premaxilares uniseriales, los de la mandíbula inferior uniseriales. Aleta adiposa presente, aletas dorsales relativamente diminutas. Los ejemplares miden poco más de 5 cm de longitud y cuentan con cuerpos alargados y comprimidos; son batipelágicos, de aguas profundas, con un rango de profundidad de hasta 200 m. Poco se ha estudiado a las especies de este género.

## Especies
- Thorophos euryops Bruun, 1931[7]
- Thorophos nexilis (G. S. Myers, 1932)[7]